# Regione di Adrar
La regione di Adrar (in arabo: ولاية أدرار) è una regione (wilaya) della Mauritania con capitale Atar.

## Suddivisioni
La regione è suddivisa in 3 dipartimenti (moughataas):
|  | - Atar - Aoujeft - Chinguetti |